# Massif d'Iturrieta
Le massif d'Iturrieta est situé dans la province de l'Alava, dans les Montagnes basques.

## Sommets
- Abitigarra, 1 165 m 42° 45′ 32″ nord, 2° 22′ 14″ ouest
- Txandi, 1 151 m 42° 46′ 00″ nord, 2° 20′ 50″ ouest
- Arrigorrista, 1 149 m 42° 48′ 35″ nord, 2° 20′ 39″ ouest
- Ilarratza, 1 142 m 42° 46′ 34″ nord, 2° 18′ 46″ ouest
- Kapitate, 1 119 m 42° 46′ 28″ nord, 2° 19′ 48″ ouest
- Santa Elena, 1 111 m 42° 48′ 16″ nord, 2° 25′ 03″ ouest
- Soil, 1 108 m 42° 48′ 22″ nord, 2° 24′ 37″ ouest
- Atxuri, 1 104 m 42° 48′ 15″ nord, 2° 22′ 09″ ouest
- Marabileta, 1 088 m 42° 47′ 50″ nord, 2° 25′ 48″ ouest
- Zorrikobaso, 1 083 m 42° 47′ 57″ nord, 2° 25′ 31″ ouest
- Basasakan, 1 046 m 42° 48′ 15″ nord, 2° 25′ 29″ ouest